# Rischkipass
Der Rischkipass (bulgarisch Ришки проход / Rishki Prohod) befindet sich im Balkangebirge, Bulgarien.
Der Pass verbindet die Orte Schumen und Karnobat. 759 schlugen die Truppen Winechs in der Schlacht am Rischkipass den byzantinischen Kaiser Konstantin in die Flucht.

## Verkehr
Die Republikstraße II-73 führt über den Rischki-Pass nach Karnobat. Da der Warbischki-Pass (I-7) für Autoverkehr gesperrt ist, wurde der Rischkipass zu einer Alternativroute.